# Ремесозеро
Ремесозеро — небольшое озеро на Кольском полуострове, принадлежит бассейну Колы.
Расположено на территории сельского поселения Пушной Кольского района Мурманской области. Находится на высоте 208 метров над уровнем моря.
Длина озера с севера на юг составляет 2,4 км, ширина до 0,76 км. Площадь водной поверхности — 1,36 км². Через озеро протекает река Махкйок (впадает в северную часть, вытекает из южной), являющаяся правым притоком Орловки.
В 1,5 км к западу от Ремесозера находится озеро Вотозеро. Населённых пунктов на берегу озера нет.